# Oulchy-la-Ville
 Oulchy-la-Ville  es una población y comuna francesa, en la región de Picardía, departamento de Aisne, en el distrito de Soissons y cantón de Oulchy-le-Château.

## Demografía
| 132 | 150 | 138 | 140 | 116 | 126 |
| Para los censos de 1962 a 1999 la población legal corresponde a la población sin duplicidades (Fuente: INSEE [Consultar]) |     |     |     |     |     |